# Maria Königin der Apostel (Coppenbrügge)

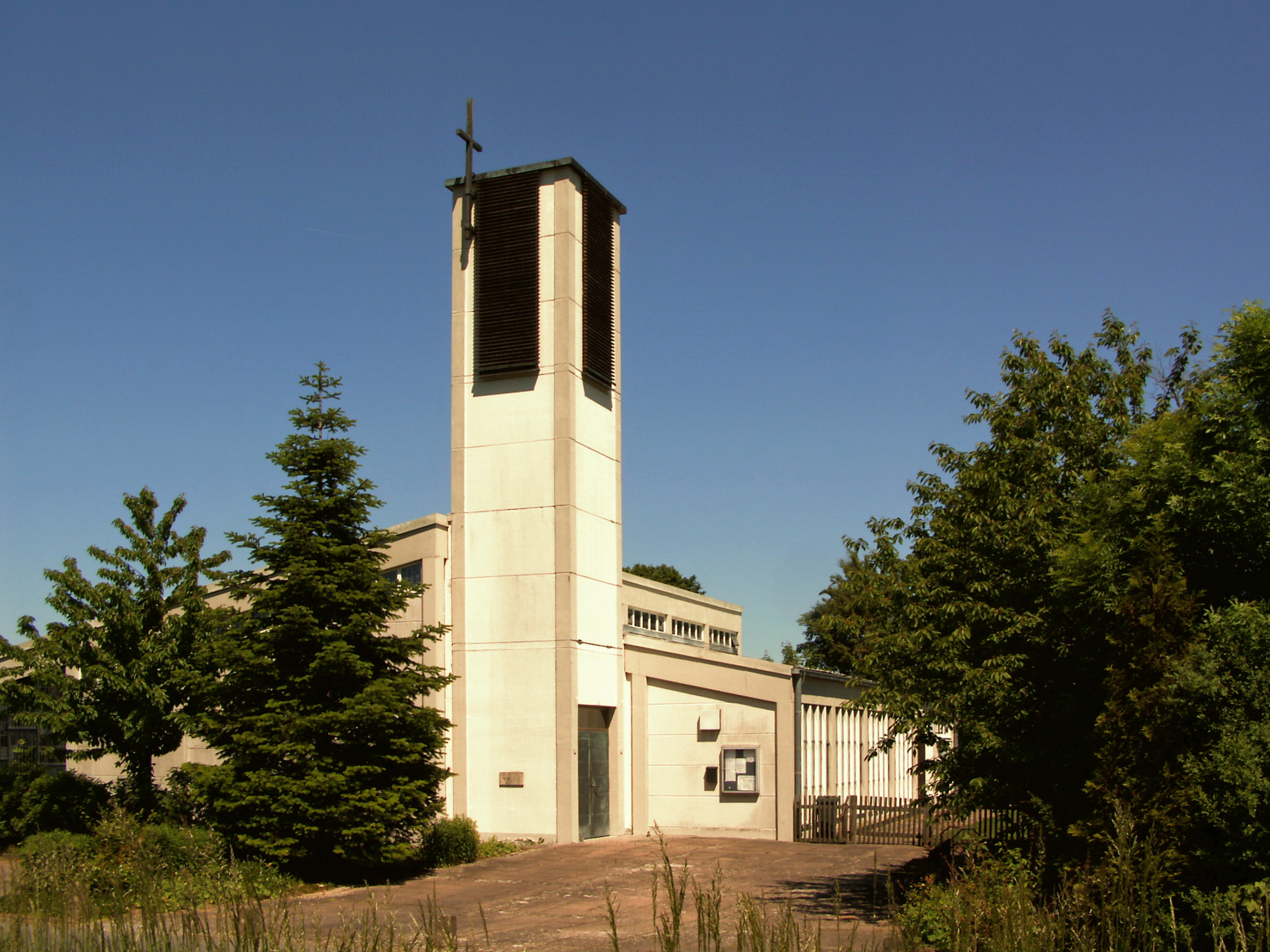
Kirche von Süden

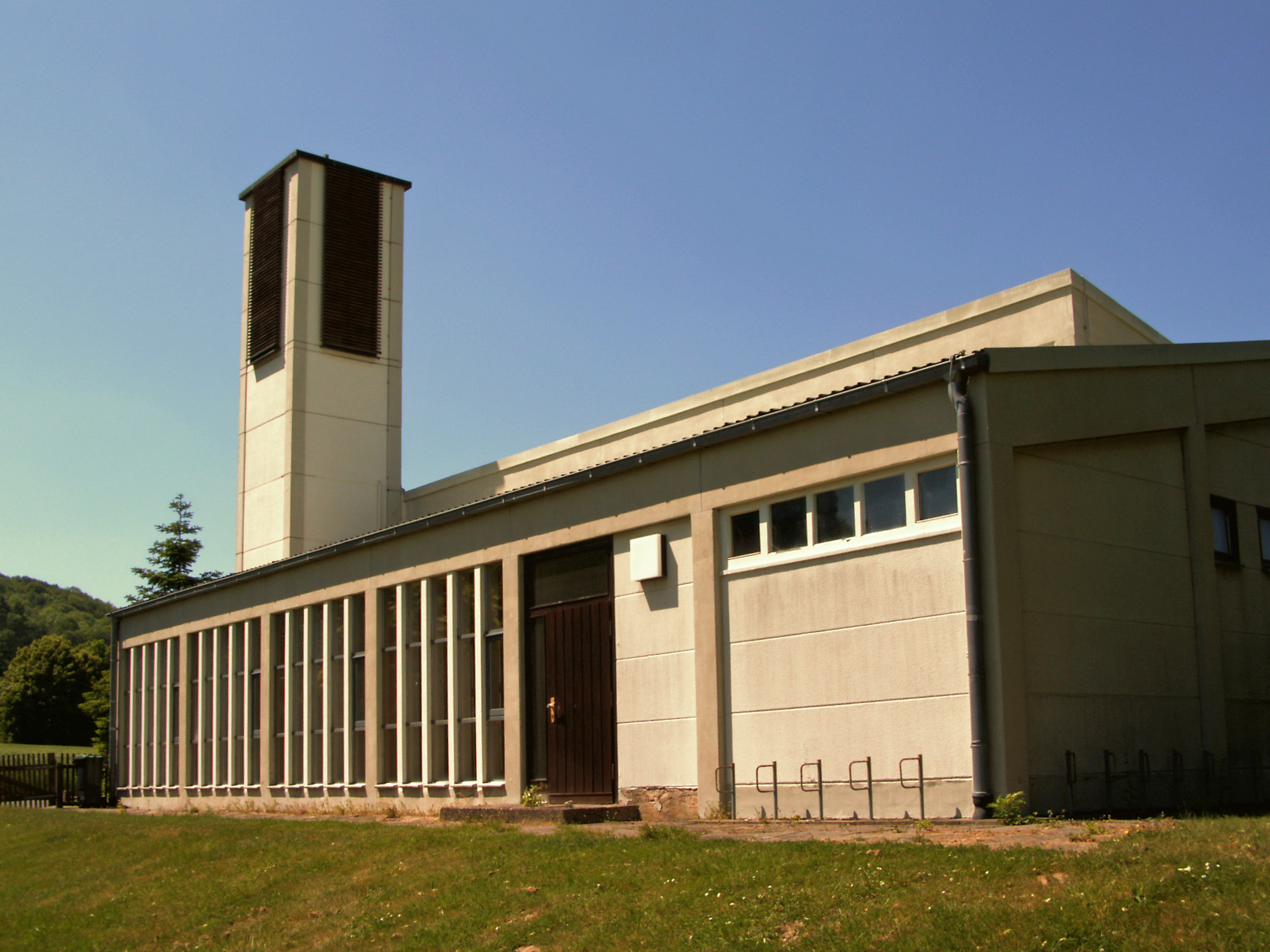
Kirche von Osten

Die Kirche Maria Königin der Apostel war die katholische Kirche in Coppenbrügge, einem Flecken im Landkreis Hameln-Pyrmont in Niedersachsen. Sie gehörte zuletzt zur Pfarrgemeinde St. Joseph mit Sitz in Gronau, im Dekanat Alfeld-Detfurth des Bistums Hildesheim. Die Kirche war nach dem Marientitel Königin der Apostel benannt und befand sich im Postweg 27.
Heute ist St. Benedikt im 5 km entfernten Lauenstein die nächstgelegene katholische Kirche. Auch die Räumlichkeiten der evangelisch-lutherischen St.-Nicolai-Kirche in Coppenbrügge werden heute gelegentlich von den Katholiken mitgenutzt.

## Geschichte
Ab etwa 1945 ließen sich katholische Heimatvertriebene auch im seit der Reformation evangelisch geprägten Coppenbrügge nieder. Zunächst fanden katholische Gottesdienste in der evangelischen Kirche statt. Um den Bau einer katholischen Kirche in Coppenbrügge zu unterstützen, wurde ein Kirchbauverein gegründet. 1968 erfolgte die Grundsteinlegung für die Kirche Maria Königin der Apostel, und am 21. Dezember des gleichen Jahres folgte ihre Konsekration. Zunächst gehörte sie zur Pfarrgemeinde St. Benedikt in Lauenstein, ab dem 1. November 2006 zur Pfarrgemeinde St. Joseph in Gronau. Am 9. Juni 2012 erfolgte ihre Profanierung durch Bischof Norbert Trelle. Das Kirchengebäude wurde an privat verkauft und zu einem Wohnhaus umgebaut.

## Architektur und Ausstattung
Die Kirche wurde als Fertigteilkirche mit Glockenturm vom Diözesanbauamt erbaut, in rund 133 Meter Höhe über dem Meeresspiegel. Altar, Tabernakel und weitere Einrichtungsgegenstände entwarf Hanns Joachim Klug. Das Kruzifix bekam nach der Profanierung einen neuen Platz in der evangelischen Nicolai-Kirche in Coppenbrügge.